# Міколайкі (Підляське воєводство)
Міколайкі (пол. Mikołajki) — село в Польщі, у гміні Ломжа Ломжинського повіту Підляського воєводства.
Населення — 138 осіб (2011).
У 1975-1998 роках село належало до Ломжинського воєводства.

## Демографія
Демографічна структура станом на 31 березня 2011 року:
|          | Загалом | Допрацездатний вік | Працездатний вік | Постпрацездатний вік |
| -------- | ------- | ------------------ | ---------------- | -------------------- |
| Чоловіки | 77      | 20                 | 50               | 7                    |
| Жінки    | 61      | 11                 | 33               | 17                   |
| Разом    | 138     | 31                 | 83               | 24                   |